# ماغي كيركباتريك
ماغي كيركباتريك (بالإنجليزية: Maggie Kirkpatrick)‏ هي ممثلة أسترالية، ولدت في 29 يناير 1941 في ألبوري في أستراليا.

## وصلات خارجية
- ماغي كيركباتريك على موقع IMDb (الإنجليزية)
- ماغي كيركباتريك على موقع ميوزك برينز (الإنجليزية)
- ماغي كيركباتريك على موقع قاعدة بيانات الفيلم (الإنجليزية)